# کفرنجه
شهر کفرنجه (به عربی: کفرنجه) در عجلون در کشور اردن واقع شده‌است. جمعیت این شهر ۲۱٫۷۳۴ نفر است.